# 西入間警察署
西入間警察署（にしいるまけいさつしょ）は、埼玉県坂戸市にある、埼玉県警察が管轄する警察署の一つ。署長は警視。第2方面本部（川越警察署）所属。名称は旧入間郡の西にあることにちなんでおり、他にも東入間警察署がふじみ野市に存在する。

## 所在地
- 埼玉県坂戸市関間2丁目4番17号
  - 管轄地域で最も人口が多い坂戸市と鶴ヶ島市の2市境界に位置する。

## 管轄区域
- 坂戸市
- 鶴ヶ島市
- 入間郡
  - 越生町
  - 毛呂山町
- 比企郡
  - 鳩山町

## 沿革

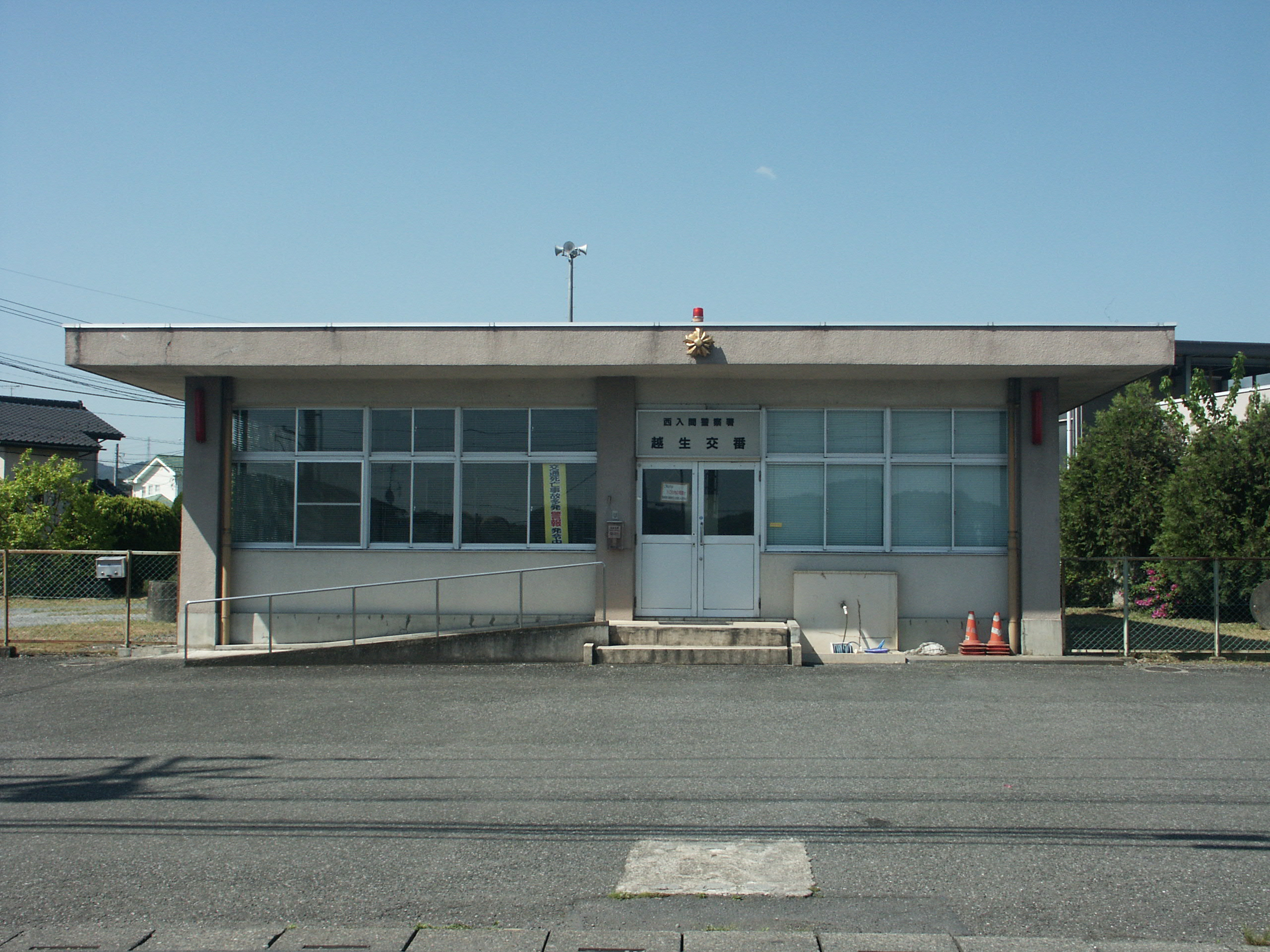
1974年（昭和49年）4月1日：越生警察署を入間郡坂戸町に庁舎新築移転して「西入間警察署」と改称[1]。
- 2010年（平成22年）8月27日：越生交番の免許事務窓口を終了。
- 2010年（平成22年）8月30日：庁舎建替工事竣工。新庁舎において業務を開始。

## 交番

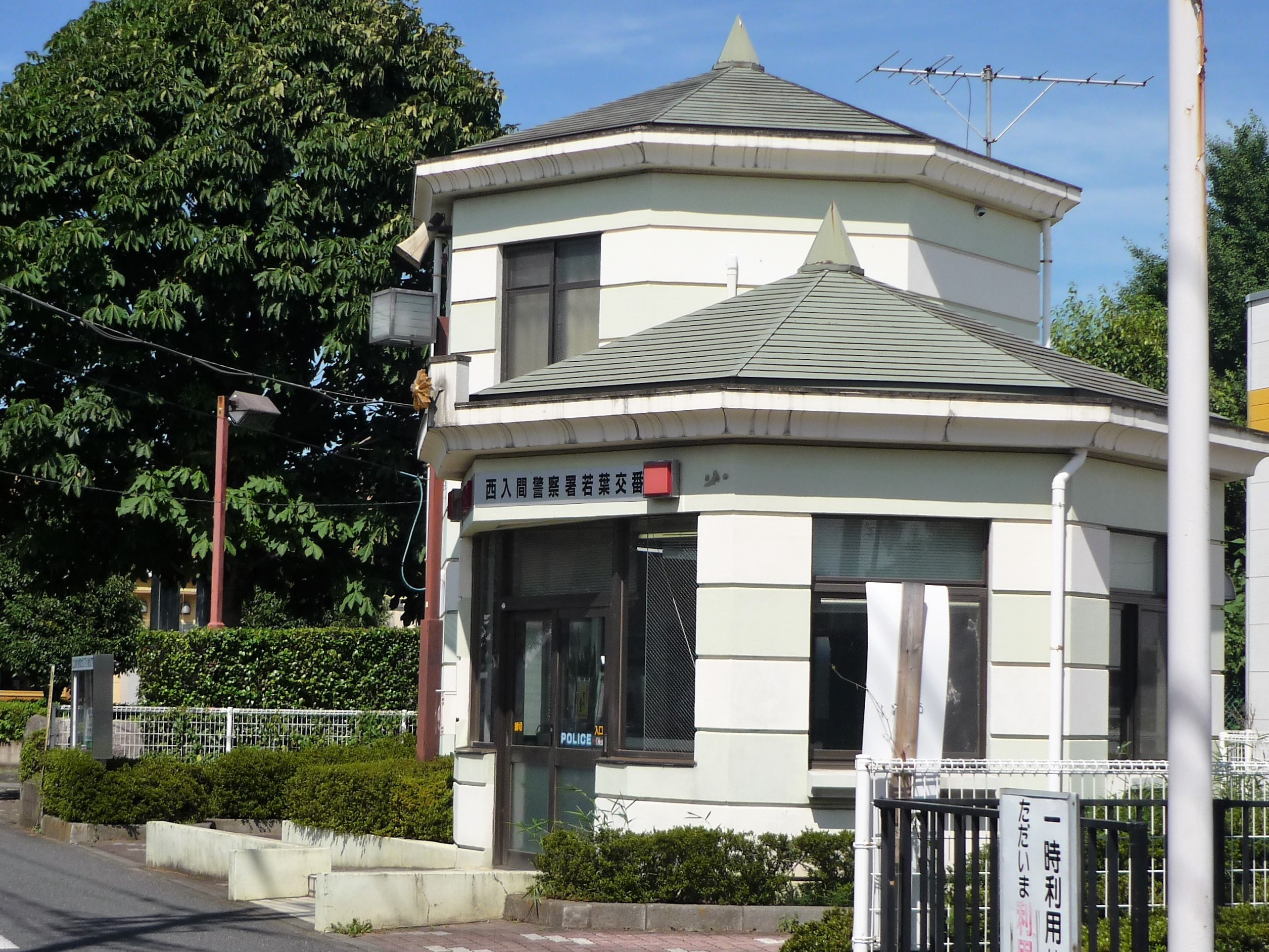
若葉交番

坂戸市
- 坂戸駅前交番 （日の出町14番3号）
- 北坂戸駅前交番 （溝端町1番地1）

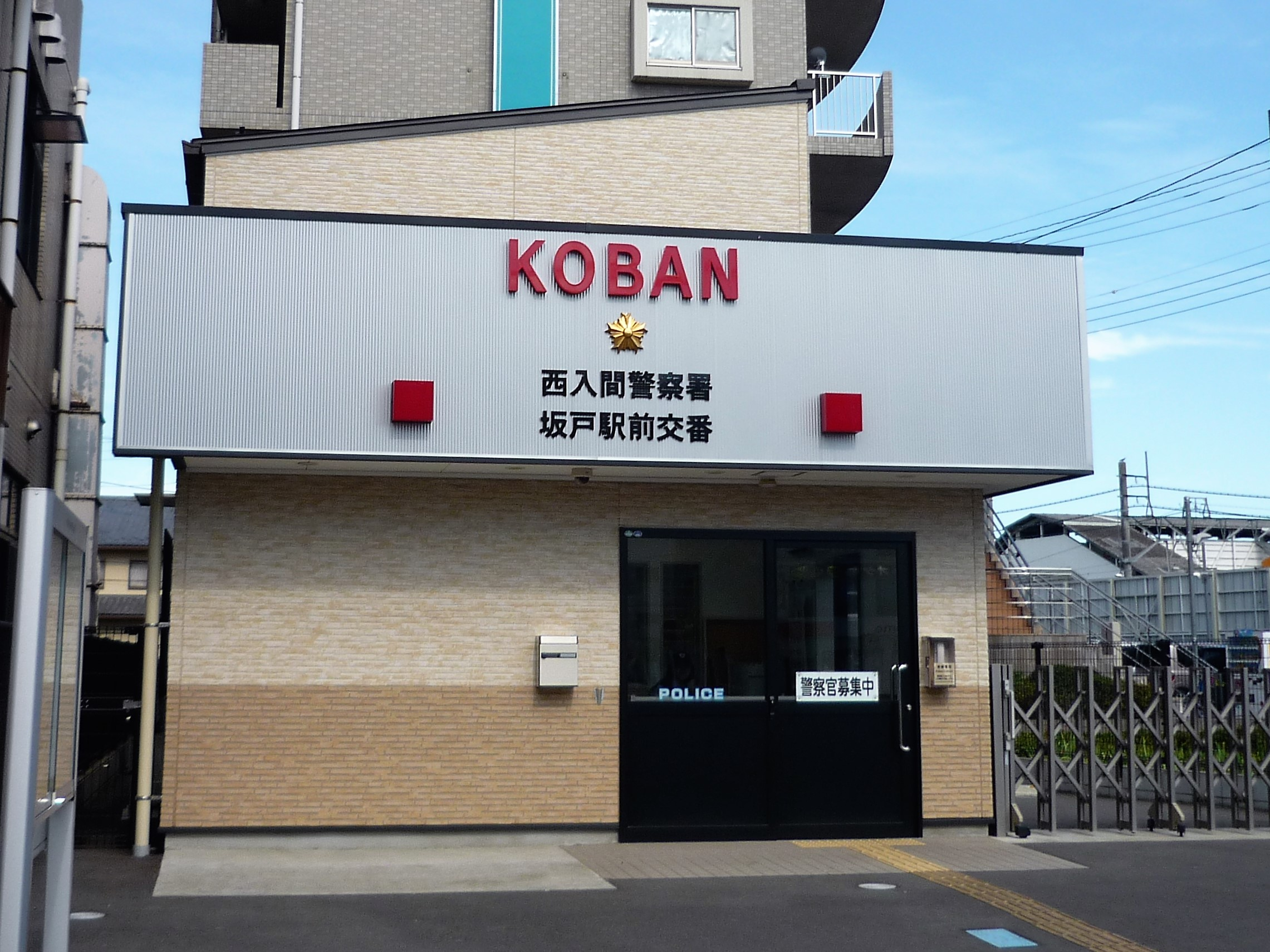
坂戸駅前交番
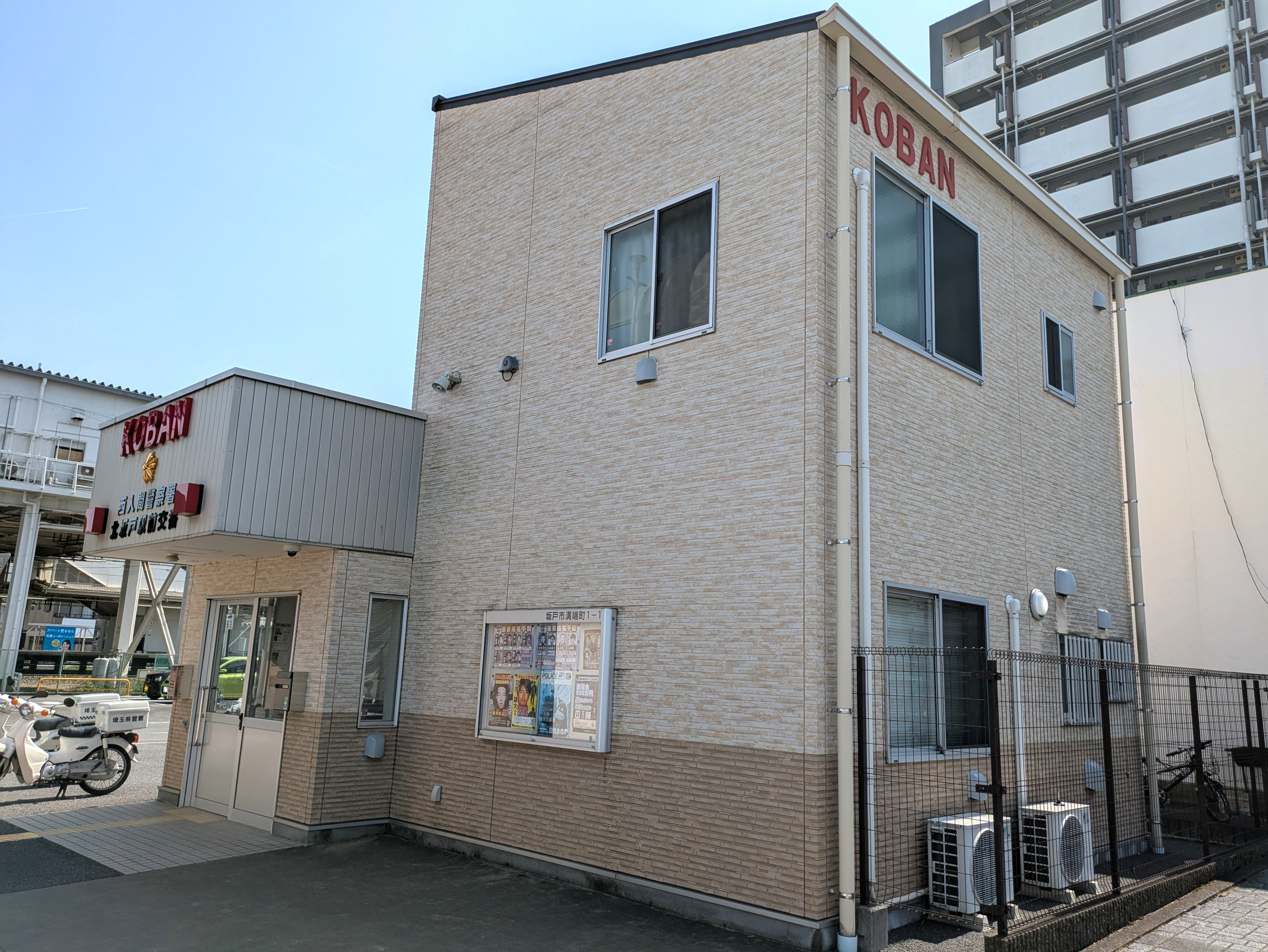
北坂戸駅前交番

越生町
- 越生交番 （大字上野633番地の5）

- 越生交番

鶴ヶ島市
- 鶴ヶ島交番 （大字上広谷50番地3）
- 若葉交番 （富士見二丁目1番8号）
- 高倉交番 （大字高倉19番地1）

- 若葉交番

毛呂山町
- 長瀬駅前交番 （中央四丁目12番地3）

### 過去に設置されていた交番
- 毛呂山交番（平成17年3月末廃止、現：毛呂山町防犯活動センター）

## 駐在所
- 三芳野駐在所 （坂戸市大字横沼211番地9）
- 勝呂駐在所 （坂戸市大字石井1838番地2）
- 入西駐在所 （坂戸市大字新堀156番地1）
- 大家駐在所 （坂戸市大字森戸542番地1）
- 西坂戸駐在所 （坂戸市西坂戸三丁目1番6号）
- 東坂戸駐在所 （坂戸市東坂戸二丁目54番）
- 梅園駐在所 （入間郡越生町大字小杉293番地2）
- 川角駐在所 （入間郡毛呂山町大字川角8番地の2）
- 鳩山駐在所 （比企郡鳩山町大字熊井14番地1）
- 鳩山東駐在所 （比企郡鳩山町松ヶ丘一丁目1番2号）